# Fünfgürtelbarbe
Die Fünfgürtelbarbe (Desmopuntius pentazona Boulenger, 1894, Syn.: Barbodes pentazona, Barbus pentazona, Capoeta pentazona, Puntius pentazona, Systomus pentazona) ist ein Süßwasserzierfisch aus der Familie der Karpfenfische (Cyprinidae). Ihre Ersteinführung nach Deutschland war im Jahr 1911 von den Vereinigten Zierfischzüchtereien in Conradshöhe bei Berlin.

## Merkmale
Fünfgürtelbarben werden maximal 5 cm groß und etwa drei Jahre alt. Die Grundkörperfarbe der Fünfgürtelbarben ist rotbraun, darauf sind fünf senkrechte, schwarze Streifen oder „Gürtel“ aufgetragen. Die Männchen sind kräftiger gefärbt und bleiben kleiner als die Weibchen.
Die Flossenformel lautet:
- Dorsale 3/8
- Anale 3/5
- Pectorale 1/14

### Vorkommen
Sie bevorzugt als Lebensraum Uferzonen mit dichter Randbepflanzung und ist im tropischen Südostasien in Kambodscha, Vietnam, Malaysia, Singapur, Sumatra und Kalimantan beheimatet. Dort lebt sie in ruhigen Tieflandgewässern und Schwarzwasserbächen wie dem Sungai Kuning oder Sungai Pakao auf Sumatra. Diese natürlichen Biotope trocknen aber regelmäßig aus, so dass die Fische gezwungen werden andere Gebiete aufzusuchen.

## Aquaristik
Die Fünfgürtelbarbe ist ein Schwarmfisch und sollte daher mindestens zu zehnt und keinesfalls alleine im Aquarium gehalten werden. Innerhalb der Aquaristik genießt sie nur einen geringen Stellenwert, da ihr naher Verwandter, die Sumatrabarbe, wesentlich häufiger gepflegt wird.
Die Fünfgürtelbarbe bevorzugt die unteren Beckenregionen des Aquariums und wühlt oft auf dem Grund auf der Suche nach Futter.
Fünfgürtelbarben kann man entgegen landläufiger Meinung auch zusammen mit Skalaren halten, da Fünfgürtelbarben ruhiger sind als die meisten ihrer Verwandten. Zur Zucht werden möglichst hohe Wasserpflanzen benötigt, da die Weibchen ihre Eier in den oberen Bereichen ablegen.